# Circle J
Circle J is een Nederlandse vijfkoppige band uit Utrecht. De band speelt folk punkrock met invloeden van onder andere The Pogues, Flogging Molly, Bad Religion, NOFX en de Ramones.
Het eerste album Fat Man's Chest (2007) werd goed ontvangen door zowel recensenten als fans. Het album kwam in de top 20 album lijst van Paddyrock. OOR noemde het album "de leukste punkplaat sinds lange, lange tijd".
De band trad op op diverse festivals in Nederland, Spanje, Engeland en Duitsland. Voorbeelden hiervan zijn Sjwaampop, Paaspop, Festival Mundial, Bevrijdingsfestival Utrecht, Endorse It (Engeland) en Puelles Rock (Spanje).

## Leden
- Tom Frijns ("Tomba") - zang, basgitaar
- Eduard van Dommelen ("Edje") - gitaar, achtergrondzang
- Thom Turkenburg - drums (sinds oktober 2015)[3]
- Jasper van Duuren - banjo, mandoline, achtergrondzang
- Marianne Bielderman - doedelzak, tinwhistle, dwarsfluit, achtergrondzang

### Oud-leden
- Tot augustus 2015 werden de drums bespeeld door Remco van Brink

## Discografie
- Year of the Goat (2015)
- Diggers (2012)
- Weekend Warriors (2010)
- Fat Man's Chest (2007)
- Lower your standards (2005)